# Husacivka, Obuhiv
Husacivka (în ucraineană Гусачівка) este un sat în comuna Hrîhorivka din raionul Obuhiv, regiunea Kiev, Ucraina.

## Demografie
Componența lingvistică a localității Husacivka
     Ucraineană (99,06%)
     Alte limbi (0,94%)
Conform recensământului din 2001, majoritatea populației localității Husacivka era vorbitoare de ucraineană (99,06%), existând în minoritate și vorbitori de alte limbi.